# Te busqué (álbum)
Te busqué es un álbum de estudio de la cantante mexicana Susana Zabaleta, lanzado el 13 de noviembre de 2007 por Consecuencias Discográficas. Se trata de un álbum interpretado en español e inglés que incluye canciones de Alejandro Sanz, Fito Páez, Elton John, Miguel Bosé, Nacho Cano, entre otros, además de su éxito «Ella y él» con un arreglo orquestal.

## Canciones
Este disco consta de 12 temas.
| N.º | Título                     | Duración |  |
| 1.  | «Te busqué»                | 5:45     |  |
| 2.  | «Cuando nadie me ve»       | 4:49     |  |
| 3.  | «Vida loca»                | 3:46     |  |
| 4.  | «Si tú no vuelves»         | 5:56     |  |
| 5.  | «Lovin' You»               | 3:30     |  |
| 6.  | «Your Song»                | 4:46     |  |
| 7.  | «Ella y él»                | 5:58     |  |
| 8.  | «Ojalá que no puedas»      | 3:23     |  |
| 9.  | «Un vestido y un amor»     | 3:27     |  |
| 10. | «Si tú me miras»           | 3:59     |  |
| 11. | «Vamos»                    | 3:40     |  |
| 12. | «El amor después del amor» | 6:23     |  |

## Edición remasterizada
El 11 de agosto de 2016 se realizó una reedición remasterizada con un bonus track. Esta edición es la que se encuentra en iTunes, Spotify, y otras plataformas de streaming.
| N.º | Título                                     | Duración |  |
| 1.  | «Te Busqué»                                | 5:45     |  |
| 2.  | «Cuando Nadie Me Ve»                       | 4:49     |  |
| 3.  | «Vida Loca»                                | 3:46     |  |
| 4.  | «Si Tú No Vuelves»                         | 5:56     |  |
| 5.  | «Lovin' You»                               | 3:30     |  |
| 6.  | «Your Song»                                | 4:46     |  |
| 7.  | «Ella y Él»                                | 5:58     |  |
| 8.  | «Ojalá Que No Puedas»                      | 3:23     |  |
| 9.  | «Un Vestido y Un Amor»                     | 3:27     |  |
| 10. | «Si Tú Me Miras»                           | 3:59     |  |
| 11. | «Vamos»                                    | 3:40     |  |
| 12. | «El Amor Después del Amor»                 | 6:23     |  |
| 13. | «Ella y Él (Endervan Remix) [Bonus Track]» | 6:48     |  |